# 北八王子工業団地
北八王子工業団地（きたはちおうじこうぎょうだんち）は、東京都八王子市のJR八高線北八王子駅周辺（石川町・高倉町）に所在する工業団地。1957年に日本住宅公団（現・都市再生機構）によって造成された。八王子市では「北八王子工業地域」と称している。道路標識などでは石川工業団地と表記されることが多い。
八王子市の中心部より北東に位置しており、市内では最も日野市と密着している地域のひとつである。高度成長期に八王子市では隣接する日野市と並び、積極的な企業・工場の誘致策を行った。そのひとつが当地域である。大企業の工場と物流拠点が集中しているが、周辺は閑静な住宅街でもある。

## 主な企業
北八王子工業団地には多数の企業の工場、研究所、物流拠点がある。
- アジレント・テクノロジー
- オリンパス
- 花王ロジスティクス
- カシオ計算機
- コニカミノルタ東京サイト八王子

豊田駅北口発着の送迎バス（従業員・関係者専用）が近隣のコニカミノルタ東京サイト日野（日野市さくら町）と接続している。
- 三省堂印刷
- JVCケンウッド
- 西濃運輸
- 大陽日酸
- 中央ヤクルト物流
- 東京精密本社
- 日本アムウェイ
- 日本通運
- 日本分光本社
- 日本マルチ
- ニレコ
- 福山通運

## 交通

### 鉄道
- JR東日本
  - 八高線北八王子駅

### 路線バス
JR八王子駅北口・京王八王子駅から路線バスが運行されている。
北八王子駅入口バス停（西東京バス）
- 八王子駅北口 - 京王八王子駅 - 北八王子駅入口 - 東海大学八王子病院 - 宇津木台（大02系統）
- 八王子駅北口 - 京王八王子駅 - 北八王子駅入口 - 東海大学八王子病院（大03系統）
- 八王子駅北口 - 京王八王子駅 - 北八王子駅入口（大04系統）
- 八王子駅北口 - 京王八王子駅 - 北八王子駅入口 - 東海大学八王子病院 - 日野駅（大11系統）

八王子工業団地バス停（京王電鉄バス）
- 八王子駅北口 - 京王八王子駅 - 大和田坂上 - 八王子工業団地 - 日野駅 （八58系統）
- 八王子駅北口 - 京王八王子駅 - 大和田坂上 - 八王子工業団地（八59系統）

八58・八59系統は、平日のみの運行で本数も非常に少ない。
なお、2013年11月22日の中央高速バス立川飯田線（シティバス立川・伊那バス・京王バス南の共同運行）運行開始時には立川駅以降、京王便のみ八王子工業団地バス停経由で南大沢駅が終点、シティバス立川と伊那バスの便は昭島駅経由で拝島車庫が終点となっていた。その後は全便で昭島駅終点に経路変更されており、現在は八王子工業団地に停車する高速バス路線は存在しない。
大和田坂上バス停（京王電鉄バス）
- 八王子駅北口 - 京王八王子駅 - 大和田坂上 - 日野駅（日50系統）
- 八王子駅北口 - 京王八王子駅 - 大和田坂上 - 豊田駅北口（豊56系統）

### 道路
- 中央自動車道八王子インターチェンジから、国道16号（八王子バイパス）を経由し約10分程度
- 国道20号（甲州街道）

## 主な周辺施設
- 中央自動車道石川パーキングエリア
- 東海大学八王子病院
- 大谷石川団地
- 八王子市役所石川事務所
- 八王子警察署北八王子交番
- 八王子消防署小宮出張所（東京消防庁第九消防方面本部併設）
- 日野自動車本社・研究所（日野市日野台3丁目）

### 周辺の学校
- 八王子市立第八小学校
- 八王子市立大和田小学校
- 八王子市立高倉小学校
- 八王子市立第一中学校
- 東京都立八王子東高等学校
- 東京都立大学日野キャンパス
- 東京都立八王子東特別支援学校

## 八王子市内の他の工業団地
- 戸吹工業地域 - 戸吹町
- 八王子ニュータウン準工業地域 - 七国・兵衛
- 北野工業地域 - 北野町
- 狭間工業地域 - 狭間町
- 東浅川準工業地域 - 東浅川町ほか（敷地内の沖電気八王子工場跡地にイーアス高尾が建設された）
- 下恩方工業団地 - 下恩方町
- 八王子繊維工業団地 - 下恩方町
- 美山工業団地 - 美山町